# Zurück nach Rödelheim
Zurück nach Rödelheim ist das zweite und letzte Studioalbum der Frankfurter Hip-Hop-Gruppe Rödelheim Hartreim Projekt. Es erschien am 26. Februar 1996 über die Labels MCA Music Entertainment und Pelham Power Productions. Am 22. November 2004 wurde es, inklusive fünf Bonussongs, wiederveröffentlicht.

## Produktion
Die Beats des Albums wurden von Moses Pelham und dem Musikproduzenten Martin Haas produziert.

## Covergestaltung
Das Albumcover ist in Schwarz-weiß gehalten und zeigt fünf kleine Fotos, auf denen die beiden Rapper Moses Pelham und Thomas Hofmann sowie ein Sofa zu sehen sind. Im oberen Teil des Covers befinden sich die Schriftzüge RHP und Rödelheim Hartreim Projekt in Weiß auf schwarzem Hintergrund, während der Titel Zurück nach Rödelheim links unten in Rot steht.

## Gastbeiträge
Auf sechs Liedern des Albums treten neben dem Rödelheim Hartreim Projekt andere Künstler in Erscheinung. So ist der Sänger Xavier Naidoo an den Songs Wollt ihr noch mehr?, Dieses Lied, Sadoma ehrlich, Ich bin und Dich gibt’s gar nicht beteiligt. Auf dem Stück Türkisch sind die Rapper Patrick Wiegand und Rob Feggans zu hören.

## Titelliste
| #  | Titel                    | Gastmusiker                  | Länge |
| -- | ------------------------ | ---------------------------- | ----- |
| 1  | Wollt ihr noch mehr?     | Xavier Naidoo                | 2:23  |
| 2  | Höha, schnella, weita    |                              | 4:59  |
| 3  | Dieses Lied              | Xavier Naidoo                | 5:21  |
| 4  | Sadoma ehrlich           | Xavier Naidoo                | 4:02  |
| 5  | Nur der, der es schreibt |                              | 4:22  |
| 6  | Fluchtweg                |                              | 4:55  |
| 7  | Fantastische Mutter      |                              | 2:12  |
| 8  | Mein Style               |                              | 3:55  |
| 9  | Krank                    |                              | 4:36  |
| 10 | Ich bin                  | Xavier Naidoo                | 2:54  |
| 11 | Dich gibt’s gar nicht    | Xavier Naidoo                | 5:06  |
| 12 | Türkisch                 | Patrick Wiegand, Rob Feggans | 4:39  |
| 13 | Für immer und ewig       |                              | 6:05  |

Bonussongs der Wiederveröffentlichung von 2004:
| #  | Titel                                | Gastmusiker | Länge |
| -- | ------------------------------------ | ----------- | ----- |
| 14 | Höha, schnella, weita (B-Zet Mix)    |             | 6:23  |
| 15 | Türkisch (B-Zet Mix)                 |             | 6:20  |
| 16 | Ich bin (Def with the Record)        |             | 3:37  |
| 17 | Ich bin (M&M Beat the Orchestra Mix) |             | 3:25  |
| 18 | Mein Style (1822 Mix)                |             | 3:57  |

## Chartplatzierungen und Singles
Zurück nach Rödelheim stieg am 4. März 1996 auf Platz 100 in die deutschen Albumcharts ein und erreichte in der folgenden Woche mit Rang 3 die höchste Position. Insgesamt hielt sich das Album 19 Wochen in den Top 100 und belegte in den deutschen Jahrescharts 1996 Platz 63. In der Schweiz erreichte das Album Rang 20, während es in Österreich die Charts verpasste.
Als erste Single wurde am 5. Februar 1996 das Lied Höha, schnella, weita veröffentlicht, das Platz 30 der deutschen Charts erreichte und sich zwölf Wochen in den Top 100 hielt. Die folgenden Auskopplungen Türkisch und Ich bin konnten sich nicht in den Charts platzieren.